# 이강인
이강인(李剛仁, 2001년 2월 19일~)은 대한민국의 축구 선수로 포지션은 공격형 미드필더, 윙어이다. 현재 리그 1의 파리 생제르맹과 대한민국 축구 국가대표팀에서 활동하고 있으며 2022년 아시안 게임 금메달리스트다.
2011년 7월 발렌시아 CF에 입단한 후 발렌시아 유소년팀, 발렌시아 CF 메스타야를 거쳐 2018년 17살의 나이에 발렌시아 1군에 데뷔하면서 유럽 프로 축구계에 데뷔한 역대 최연소 대한민국 선수가 되었다. 2019년 데뷔 첫 시즌에 2018-19 시즌 코파 델 레이 우승을 달성했고 다음 시즌에 UEFA 챔피언스리그에 데뷔한 그는 2021년 RCD 마요르카에 자유계약으로 입단했고 2년 뒤 2023년 마요르카에서 파리 생제르맹으로 이적했다.
이강인은 대한민국 U-20 축구 국가대표팀 소속으로 2019년 FIFA U-20 월드컵에 참가해 대회 준우승과 골든 볼 수상을 달성했고 AFC의 2019년 아시아 올해의 청소년 축구 선수에 선정되었다. 대한민국 U-23 축구 국가대표팀 소속으로 2020년 하계 올림픽, 2022년 AFC U-23 아시안컵, 2022년 아시안 게임에 참가해 아시안 게임 금메달을 획득했으며, 2019년 9월 대한민국 축구 국가대표팀에 데뷔한 후 2022년 FIFA 월드컵과 2023년 AFC 아시안컵에 참가했다.

## 어린 시절
2001년 2월 19일 인천광역시 남동구 간석동에서 태권도장을 경영했던 아버지 이운성과 대학병원 천주교 원목실에서 행정 업무를 했던 어머니 강성미 부부의 1남 2녀 중 막내로 태어났다.
아버지가 아르헨티나의 축구 선수 디에고 마라도나의 열광적인 팬이었던 이강인은 태어날때부터 축구공을 장난감처럼 가지고 놀면서 자랐는데 특히 2007년 KBS 예능프로그램 날아라 슛돌이를 통해 축구 신동으로서 이름을 널리 알렸다.
인천석정초등학교에 재학하며 인천의 축구 클럽인 플라잉스 FC 소속으로 활동하던 중 2011년 1월 이강인을 가르쳤던 유소년 축구 감독의 소개로 스포츠 매니지먼트사와 함께 스페인으로 건너가 비야레알 CF, 발렌시아 CF 등의 팀에서 입단 테스트를 받았다.
그리고 입단 테스트 후 여러 팀들의 눈길을 사로잡았으며 가장 큰 관심을 보인 발렌시아 유소년 팀에서 2011년 7월 합격 통보를 받았다.

### 발렌시아 유스팀

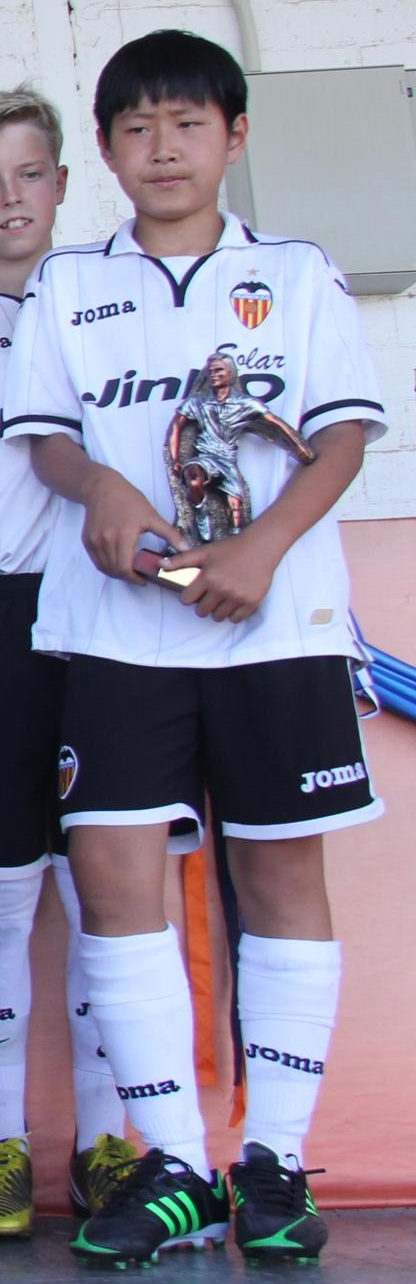
대회 시상 모습 (2013)

팀 입단 후 가진 '토렌트 대회'와 '마요르카 국제축구대회'에서 MVP로 선정되는 영광을 얻었으며 2013년에는 'BLUE BBVA' 대회에 참가해 득점왕을 차지하고 베스트 7에도 선정되었는데 특히 보루시아 도르트문트 유소년팀과의 이 대회 조별리그 경기에서 프리킥 골을 기록했는데 이 골을 당시 토트넘 홋스퍼 소속 축구 선수 로베르토 솔다도가 자신의 트위터를 통해 이강인의 골을 칭찬했다.
이런 활약으로 FC 바르셀로나, 맨체스터 유나이티드, 바이에른 뮌헨 등의 클럽들이 이강인을 영입하기 위해 러브콜을 보내자 발렌시아는 이강인의 가족이 스페인에서 사용하는 생활비 전액을 지원하겠다는 약속을 하며 2013년에 이강인과 6년 계약을 체결했다.

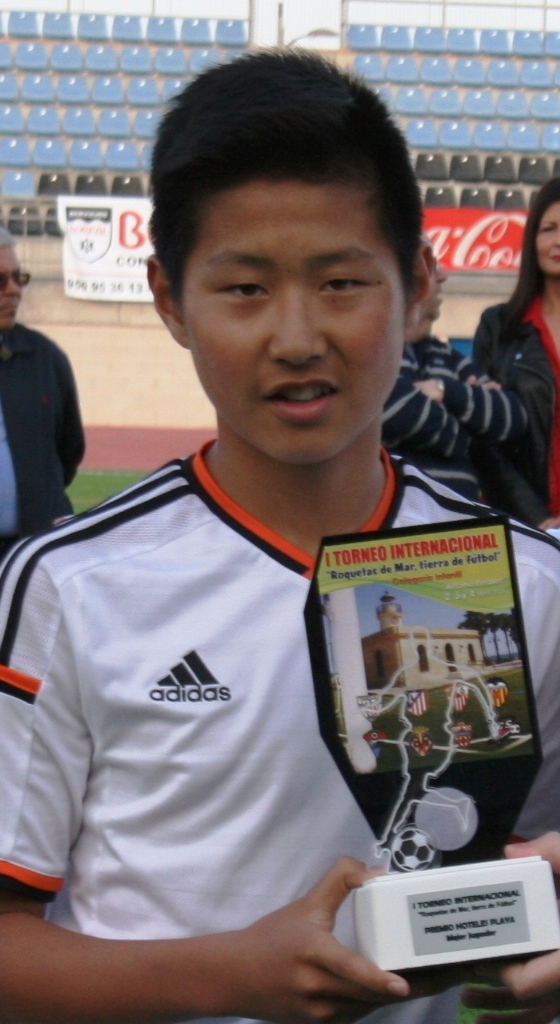
대회 시상 모습 (2015)

2015년에는 '로케타스 데마르(roquetas de mar)' 대회에 참가해 발렌시아를 우승으로 이끌어내며 대회 MVP로 뽑혔고 2016년에는 발렌시아주 U-16 대표팀 소속으로 스페인 전국 대회에 출전해 발렌시아주 U-16 대표팀의 준우승에 기여하였으며 이 대회의 결승전인 마드리드 주 대표팀과의 경기에서는 수비수 2명을 제치고 중거리 슛으로 골을 기록했다.
그 후 2017년에는 '국제 청소년 축구대회 COTIF 2017 20세 대회'에도 출전해 발렌시아 U-20팀의 준우승을 이끌며 대회 MVP에 선정되었다.

## 구단 경력

### 발렌시아 B (메스타야)
2017년 2월 말 만 16세(17세)가 된 이강인은 발렌시아 CF와 재계약하며 2019년 6월까지 계약을 연장한 뒤 2017년 12월 15일 발렌시아 CF의 리저브팀인 발렌시아 CF 메스타야에 처음 콜업된 후 세군다 디비시온 B CF 바달로나 원정경기에서 교체 명단에 이름을 올렸으나 출전하진 않았다.
2017년 12월 21일 레알 사라고사 리저브팀인 데포르티보 아라곤과의 경기에서 후반전 37분에 교체 투입되며 만 16세의 나이로 프로 데뷔전을 치렀고2018년 2월 17일 UE 랴고스테라와의 경기에서 후반전 31분에 교체로 들어와 추가 시간에 1개의 도움을 올려 만 16세(18세) 나이에 프로 무대 첫 공격포인트를 기록했다.
그리고 같은 해 5월 6일 CE 사바델과의 경기에 선발 출전해 프로 데뷔골을 기록했고 7월 21일 발렌시아는 이강인과 2022년 6월까지 계약을 연장하면서 최소 이적료인 바이아웃 금액으로 8천만 유로를 설정했다.

### 발렌시아 CF

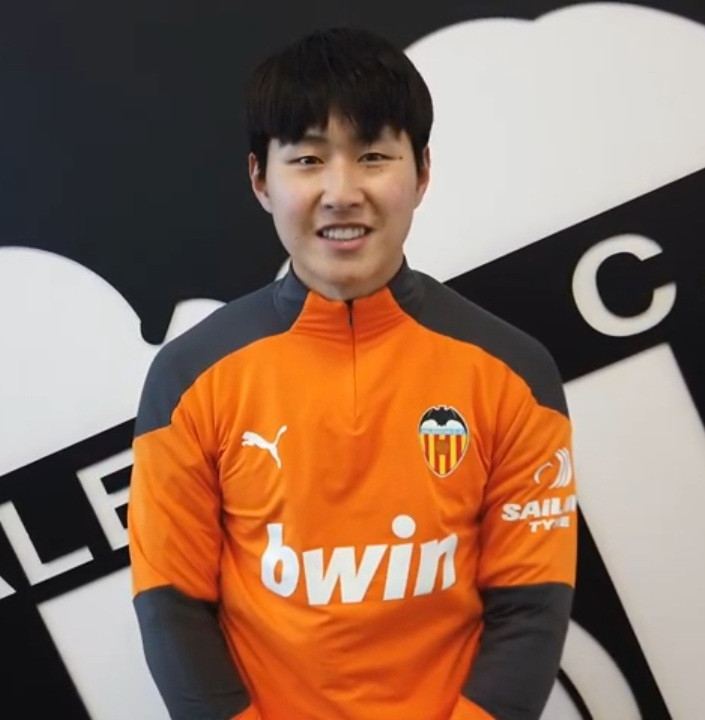
발렌시아 시절 이강인 (2021)

2018년 10월 30일 CD 에브로와의 코파 델 레이 경기에 선발로 출전해 83분동안 그라운드를 누비면서 유럽에서 뛴 역대 한국 축구 선수 가운데 가장 어린 나이에 프로 공식 경기 데뷔전을 치른 선수로 기록되었다.
이후 2019년 1월 13일 이강인은 만 18세(19세)의 나이로 스페인 라리가에서의 첫 경기를 치르며 2003년 이천수(레알 소시에다드), 2006년 이호진(라싱 산탄데르), 2012년 박주영(셀타 비고), 2013년 김영규(UD 알메리아)에 이어 스페인 라리가 무대를 밟은 5번째 한국 선수가 되었으며 이후 벤치에서 경기를 시작하였다가 후반 41분 데니스 체리셰프를 대신해 교체 투입됐다.
또한 만 18세(19세)의 나이로 데뷔한 이강인은 만 16세 나이로 데뷔한 레알 소시에다드의 안데르 바레네체아 무루구사에 이어 라리가 2018-19 시즌에서 2번째로 어린 선수로 기록됐고 발렌시아 구단 역사상 가장 어린 나이에 라리가 데뷔전을 치른 외국인 선수가 됐을 뿐만 아니라 발렌시아의 첫 아시아 출신 선수가 됐으며 1월 30일에는 발렌시아 CF가 이강인을 1군에 정식으로 등록하고 등번호로 16번을 부여했다.

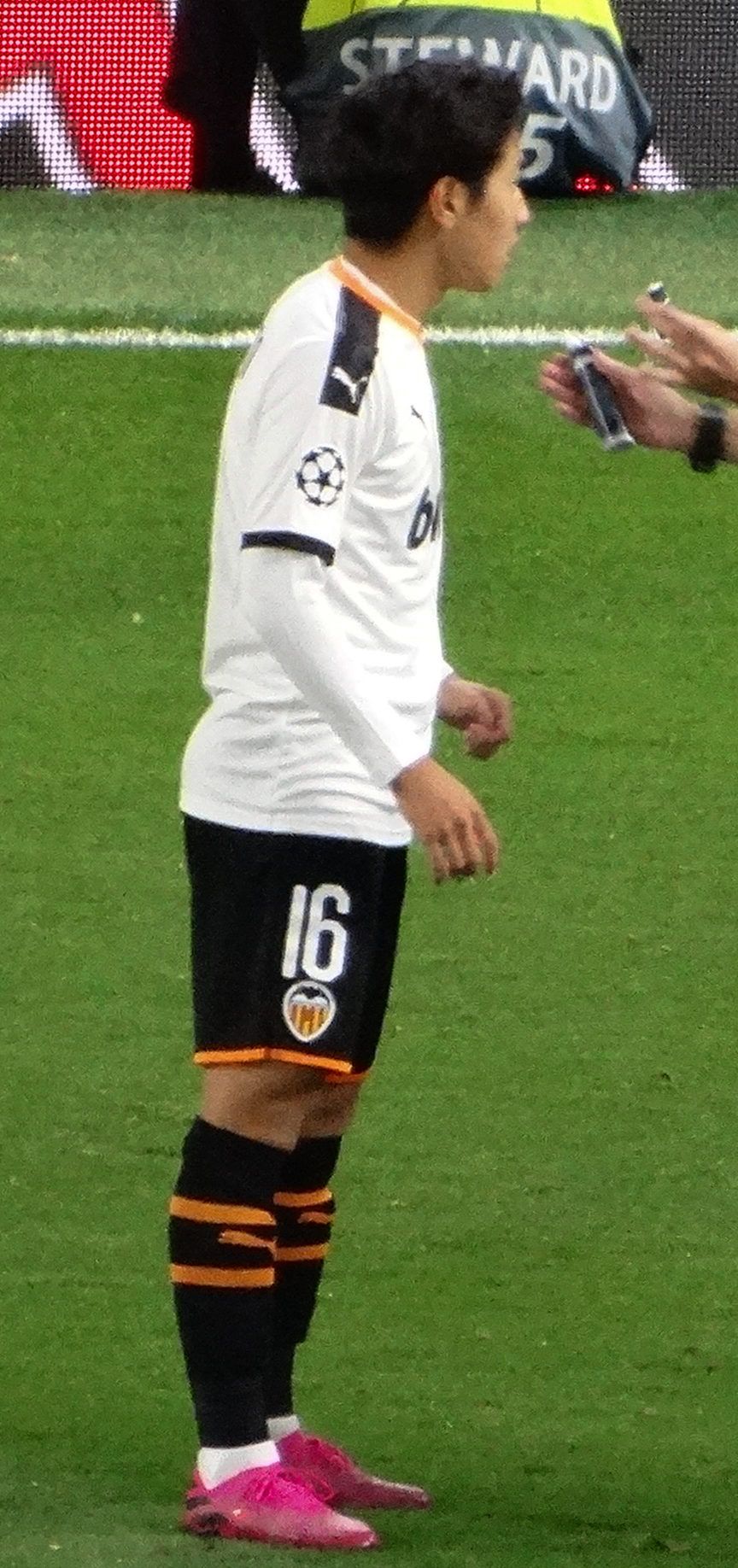
2019년 첼시전

이강인은 2019년 9월 17일 스탬퍼드 브리지에서 열린 첼시 FC와의 2019-20년 UEFA 챔피언스리그 조별리그 경기에서 후반 막바지에 로드리고 모레노 마차도를 대신해 교체 투입되며 한국 선수로는 가장 어린 나이에 UEFA 챔피언스리그 본선 무대를 밟은 선수가 되었고, 9월 25일에는 에스타디오 데 메스타야에서 열린 라리가 2019-20 시즌 경기에서 선발로 나와 전반 39분에 라리가에서의 첫 골을 터뜨리며 18세 218일의 나이로 발렌시아 CF의 역대 외국인 최연소 득점자이자 구단 최초의 아시아인 득점자, 박주영에 이어서 라리가에서 골을 넣은 2번째 대한민국 선수에 이름을 올렸다.

### RCD 마요르카
2021년 8월 30일, RCD 마요르카는 이강인이 자유 계약으로 마요르카에 합류했다고 발표했고 이강인과 2025년까지 유효한 4년 계약을 체결했다. 이강인은 2021년 9월 22일 마요르카가 레알 마드리드 CF에게 6대 1로 패배한 경기에서 마요르카 소속으로 첫 번째 득점을 기록했다.
2022-23 시즌 이강인은 유럽 5대 리그에서 가장 높은 드리블 성공률을 기록한 선수 1위와 가장 많은 드리블 성공 횟수를 기록한 선수 6위에 올랐다. 그는 2021-22 시즌부터 2022-23 시즌까지 2시즌 동안 리그와 컵대회를 포함해 73경기에 출전해 7골 9어시스트를 기록하며 라리가에서 개인 커리어 최다 출장수와 공격포인트를 달성했다.

### 파리 생제르맹 FC
2023년 7월 8일, 파리 생제르맹은 공식 웹사이트를 통해 이강인을 영입했다고 발표했다. 이강인은 파리 생제르맹과 5년 계약을 체결했고 등번호는 19번을 받았으며 파리 생제르맹에 입단한 최초의 대한민국 선수가 되었다. 파리 생제르맹은 이강인의 이적료로 마요르카에 2,200만 유로를 지불했다.

#### 2023-24 시즌
2023년 7월 11일, 이강인은 마누엘 우가르테, 루카스 에르난데스, 마르코 아센시오 등 새로 이적한 동료들과 함께 루이스 엔리케 감독이 진행한 첫 훈련에 참여했다.
2023년 7월 21일, 이강인은 파리 생제르맹 캉퓌스(프랑스어: Campus)에서 진행된 파리 생제르맹과 르아브르와의 친선경기에 선발출전하며 파리 생제르맹 소속으로 첫 번째 경기를 가졌다. 전반 2분, 이강인은 축구장 오른쪽 측면에서 크리스토페르 오페리를 속이며 그의 압박수비에서 벗어났고 전반 39분 페널티박스 바깥에서 마르코 아센시오에게 패스를 주었으나 아센시오의 슈팅은 골대 왼쪽으로 벗어났다. 이강인은 전반 40분 아센시오에게 스루패스를 건넸으나 아센시오의 오프사이드가 선언되었다. 그는 전반 44분 오른쪽 허벅지에 통증이 있음을 감독과 코치진들에게 알렸고, 전반전 이후 노아 레미나와 교체되었다.
이강인은 2023년 7월 일본과 대한민국 투어에 참가할 파리 생제르맹 선수단에 포함되었다.
7월 25일, 이강인은 얀마 스타디움 나가이에서 파리 생제르맹과 알나스르가 0대 0으로 비긴 친선경기, 7월 28일 파리 생제르맹이 세레소 오사카에게 3대 2로 패배한 친선경기, 8월 1일 일본 국립경기장에서 파리 생제르맹이 FC 인테르나치오날레 밀라노에게 1대 2로 패배한 친선경기에서 교체 명단에 포함되었으나 경기에 출전하지 않았다. 그는 8월 3일 부산아시아드주경기장에서 파리 생제르맹이 전북 현대 모터스에게 3대 0으로 승리한 쿠팡플레이 시리즈 친선경기에서 69분 위고 에키티케와 교체되어 경기장에 투입되었다.
이강인은 8월 12일 파르크 데 프랭스에서 파리 생제르맹이 FC 로리앙에게 0대 0으로 비긴 2023-24 시즌 리그 1 1차전에서 오른쪽 윙어 자리에서 곤살루 하무스, 마르코 아센시오와 함께 파리의 공격진을 형성하며 파리 생제르맹 데뷔전을 가졌다. 그는 16분 아슈라프 하키미에게 공을 받아 페널티 박스 바깥에서 왼발로 공을 찼지만 그의 공격은 수비에 막혔다. 그는 47분 페널티 박스 오른쪽에서 오른발로 공을 찼지만 공격이 수비수들에게 막혔고 이어진 왼쪽 코너킥 상황에서 코너킥을 차 공을 곤살루 하무스에게 연결했지만 하무스의 헤더는 골대 위로 벗어났다. 그는 54분 비티냐에게 공을 받아 페널티 박스 바깥에서 공을 찼지만 공격 기회가 막혔다. 이강인은 81분 위고 에키티케와 교체되었고 리그 1 사무국이 선정한 로리앙전의 플레이어 오브 더 매치에 선정되었다.
8월 19일, 이강인은 스타디움 드 툴루즈에서 파리 생제르맹이 툴루즈 FC에게 1대 1로 비긴 2023-24 시즌 리그 1 2차전에서 왼쪽 윙어 자리에서 선발로 출전했다. 그는 23분 코너킥 상황에서 밀란 슈크리니아르에게, 24분 마르키뉴스에게 코너킥을 올렸지만 두 선수의 공격은 무산되었고 44분 워렌 자이르에머리의 패스를 받아 골문 왼쪽에서 왼발로 공을 찼지만 공은 골문 왼쪽 바깥으로 벗어났다. 이강인은 46분 기욤 레스트가 하무스의 공격을 선방한 후 흘러나온 공을 잡으려다 레스트와 충돌해 파울이 선언되며 리그 1에서 첫 번째 옐로카드를 받았다. 그는 51분 킬리안 음바페와 교체되었다.
8월 22일, 파리 생제르맹은 이강인이 왼쪽 대퇴사두근을 다쳤으며 그가 최소한 9월 초에 있는 국가대표팀 경기 주간이 끝날 때까지 구단에서 치료를 받게 될 것이라고 발표했다. 이강인은 8월 22일 이후 파리 생제르맹의 경기에 출전하지 않았고 9월 2일 경기장에서 공을 다루는 개인 훈련을 진행했다.

## 국가대표팀 경력

### 대한민국 U-20
2017년 11월 U-20 대표팀에 차출된 뒤 브루나이와의 2018년 AFC U-19 챔피언십 예선 F조 2차전에서 후반 28분 페널티킥을 성공시켰다.
이후 2018년 툴롱컵에 출전하며 팀은 비록 3전 전패를 당했음에도 불구하고 뛰어난 활약을 바탕으로 이 대회 베스트 11과 공식 최우수선수 4위에 이름을 올렸다.
그리고 이듬해에 열린 2019년 FIFA U-20 월드컵 본선 엔트리에 합류하여 이 대회에서 2골 4어시스트를 기록하며 팀의 FIFA 주관 대회 사상 첫 결승 진출 및 준우승에 기여했고 이를 통해 최연소 골든볼을 수상하며 2005년 리오넬 메시 이후 14년만에 최연소 골든볼 수상자가 된 것은 물론 한국 남자 선수로는 최초로 FIFA 주관 대회 골든볼 수상자이자 아시아 선수로는 아랍에미리트의 이스마일 마타르 이후 2번째 선수가 되었다.

### 대한민국 U-23
대한민국 U-23 축구 국가대표팀의 일원으로 가나와의 2번의 올림픽 대표팀 평가전을 치른 뒤 2020년 하계 올림픽 본선 엔트리에 이름을 올렸다. 올림픽 축구 4경기에서 3골을 기록했지만, 대한민국은 요코하마에서 열린 8강전에서 멕시코에 3-6으로 패하며 9년만의 올림픽 준결승 진출에는 실패했다.
2022년 AFC U-23 아시안컵 본선에도 출전하여 4경기 중 3경기에서 선발로 출전하며 대한민국의 5회 연속 8강 진출을 도왔지만, 대한민국은 8강에서 일본에 0-3으로 패하며 사상 처음으로 U-23 아시안컵 8강에서 탈락했다.
2022년 아시안 게임에도 U-23 국가대표팀으로 발탁되었다. 파리 생제르맹 FC의 일정 때문에 국가대표팀 합류는 다소 늦었고, 합류 직전인 2023년 8월 말에 대퇴사두근 부상을 당한 게 있어서 아시안 게임 중에 풀 타임으로 기용되지 않았다. 공격 포인트를 기록하지 못했지만 백승호, 정우영, 엄원상, 황재원 등의 활약으로 대한민국 U-23 국가대표팀이 아시안 게임 축구 3연패를 달성하면서 이강인은 아시안 게임 우승 업적을 달성해 병역특례를 받았다.

### 대한민국 A
이강인은 년 9월 5일 튀르키예 이스탄불 바샥셰히르 파티흐 테림 스타디움에서 열린 조지아와의 친선 경기에 선발 선수로 출전하며 국제 A매치 데뷔전을 치렀다. 그는 데뷔전 당시를 기준으로 역대 7번째로 가장 어린 나이(18세 198일)에 대한민국 대표팀 데뷔전을 가진 선수가 되었다. 이강인은 71분을 뛴 후 김보경과 교체되었으며 경기는 2-2 무승부로 끝났다.
그 후 2021년 3월 요코하마에서 열린 일본과의 A매치 평가전에 선발로 출격했지만, 대한민국의 0-3 완패를 지켜봐야 했다. 한일전 이후 한동안 A대표팀에 발탁되지 못하다가, RCD 마요르카로 이적한 후 2022-23 시즌 라리가에서의 활약을 바탕으로 1년 반만에 A대표팀에 복귀했지만 2022년 9월 A매치 평가전 경기(코스타리카전, 카메룬전)마저 벤치에서 지켜봐야만 했다.
그럼에도 2개월 후 발표된 2022년 FIFA 월드컵 26인 최종 엔트리에 이름을 올리며 처음으로 월드컵 무대에 나서게 됐다. 월드컵에서는 4경기(선발 1경기, 교체 3경기)에 모두 출전했으며, 특히 가나와의 H조 조별리그 2차전에서 조규성의 헤더 만회골을 어시스트하며 대한민국의 12년만의 월드컵 16강 진출에 기여했다.
아시안 게임을 마치고 A대표팀에 복귀한 그는 2023년 10월 13일 서울에서 열린 대한민국과 튀니지와의 친선 경기에서 대한민국 A 대표팀 소속으로 A매치 데뷔골을 신고했고, 같은 경기에서 2번째 득점을 기록하며 멀티 골을 기록해 튀니지전 첫 승(4-0 승)에 기여했다.
그 다음해에 치러진 2023년 AFC 아시안컵에서 바레인과 첫 경기를 치뤘는데 2골을 넣으며 팀의 3대1 완승을 이끌었다.

## 통계

### 국가대표팀
2025년 6월 10일 경기 기준  기준
| 국가대표팀 | 연도 | 출장 | 득점 |
| ---------- | ---- | ---- | ---- |
| 대한민국   | 2019 | 3    | 0    |
| 대한민국   | 2020 | 2    | 0    |
| 대한민국   | 2021 | 1    | 0    |
| 대한민국   | 2022 | 4    | 0    |
| 대한민국   | 2023 | 8    | 4    |
| 대한민국   | 2024 | 17   | 6    |
| 대한민국   | 2025 | 3    | 1    |
| 합계       | 합계 | 38   | 11   |

#### 국가대표팀 출전 기록
| #  | 날짜             | 장소               | 홈 팀          | 최종 결과      | 원정팀         | 대회                    | 득점 | 비고    |
| -- | ---------------- | ------------------ | -------------- | -------------- | -------------- | ----------------------- | ---- | ------- |
| 1  | 2019년 9월 5일   | 이스탄불           | 조지아         | 2 - 2          | 대한민국       | 친선 경기               | -    | 71′     |
| 2  | 2019년 10월 10일 | 화성               | 대한민국       | 8 - 0          | 스리랑카       | 2022년 FIFA 월드컵 예선 | -    |         |
| 3  | 2019년 11월 14일 | 베이루트           | 레바논         | 0 - 0          | 대한민국       | 2022년 FIFA 월드컵 예선 | -    | 80′     |
| 4  | 2020년 11월 14일 | 비너노이슈타트     | 대한민국       | 2 - 3          | 멕시코         | 친선 경기               | -    | 74′     |
| 5  | 2020년 11월 17일 | 마리아엔처스도르프 | 카타르         | 1 - 2          | 대한민국       | 친선 경기               | -    | 76′     |
| 6  | 2022년 11월 24일 | 요코하마           | 일본           | 3 - 0          | 대한민국       | 친선 경기               | -    | 46′     |
| 7  | 2022년 11월 24일 | 알라이얀           | 우루과이       | 0 - 0          | 대한민국       | 2022년 FIFA 월드컵      | -    | 74′     |
| 8  | 2022년 11월 28일 | 알라이얀           | 대한민국       | 2 - 3          | 가나           | 2022년 FIFA 월드컵      | -    | 57′     |
| 9  | 2022년 12월 2일  | 알라이얀           | 대한민국       | 2 - 1          | 포르투갈       | 2022년 FIFA 월드컵      | -    | 36′ 81′ |
| 10 | 2022년 12월 5일  | 도하               | 브라질         | 4 - 1          | 대한민국       | 2022년 FIFA 월드컵      | -    | 74′     |
| 11 | 2023년 3월 24일  | 울산               | 대한민국       | 2 - 2          | 콜롬비아       | 친선 경기               | -    | 60′     |
| 12 | 2023년 3월 28일  | 서울               | 대한민국       | 1 - 2          | 우루과이       | 친선 경기               | -    | 81′     |
| 13 | 2023년 6월 16일  | 부산               | 대한민국       | 0 - 1          | 페루           | 친선 경기               | -    |         |
| 14 | 2023년 6월 20일  | 대전               | 대한민국       | 1 - 1          | 엘살바도르     | 친선 경기               | -    |         |
| 15 | 2023년 10월 13일 | 서울               | 대한민국       | 4 - 0          | 튀니지         | 친선 경기               | 2    | 90′     |
| 16 | 2023년 10월 17일 | 수원               | 대한민국       | 6 - 0          | 베트남         | 친선 경기               | 1    |         |
| 17 | 2023년 11월 16일 | 서울               | 대한민국       | 5 - 0          | 싱가포르       | 2026년 FIFA 월드컵 예선 | 1    |         |
| 18 | 2023년 11월 21일 | 선전               | 중화인민공화국 | 0 - 3          | 대한민국       | 2026년 FIFA 월드컵 예선 | -    | 83′     |
| 19 | 2024년 1월 6일   | 아부다비           | 이라크         | 0 - 1          | 대한민국       | 친선 경기               | -    | 86′     |
| 20 | 2024년 1월 15일  | 알라이얀           | 대한민국       | 3 - 1          | 바레인         | 2023년 AFC 아시안컵     | 2    |         |
| 21 | 2024년 1월 20일  | 도하               | 요르단         | 2 - 2          | 대한민국       | 2023년 AFC 아시안컵     | -    |         |
| 22 | 2024년 1월 25일  | 알와크라           | 대한민국       | 3 - 3          | 말레이시아     | 2023년 AFC 아시안컵     | 1    |         |
| 23 | 2024년 1월 30일  | 알라이얀           | 사우디아라비아 | 1 - 1 (2-4(p)) | 대한민국       | 2023년 AFC 아시안컵     | -    | 114′    |
| 24 | 2024년 2월 2일   | 알와크라           | 오스트레일리아 | 1 - 2          | 대한민국       | 2023년 AFC 아시안컵     | -    |         |
| 25 | 2024년 2월 6일   | 알라이얀           | 요르단         | 2 - 0          | 대한민국       | 2023년 AFC 아시안컵     | -    |         |
| 26 | 2024년 3월 21일  | 서울               | 대한민국       | 1 - 1          | 태국           | 2026년 FIFA 월드컵 예선 | -    | 62′     |
| 27 | 2024년 3월 26일  | 방콕               | 태국           | 0 - 3          | 대한민국       | 2026년 FIFA 월드컵 예선 | -    | 74′     |
| 28 | 2024년 6월 6일   | 싱가포르           | 싱가포르       | 0 - 7          | 대한민국       | 2026년 FIFA 월드컵 예선 | 2    | 57′     |
| 29 | 2024년 6월 11일  | 서울               | 대한민국       | 1 - 0          | 중화인민공화국 | 2026년 FIFA 월드컵 예선 | 1    | 79′     |
| 30 | 2024년 9월 5일   | 서울               | 대한민국       | 0 - 0          | 팔레스타인     | 2026년 FIFA 월드컵 예선 | -    |         |
| 31 | 2024년 9월 10일  | 무스카트           | 오만           | 1 - 3          | 대한민국       | 2026년 FIFA 월드컵 예선 | -    | 89′     |
| 32 | 2024년 10월 10일 | 암만               | 요르단         | 0 - 2          | 대한민국       | 2026년 FIFA 월드컵 예선 | -    | 90′     |
| 33 | 2024년 10월 15일 | 용인               | 대한민국       | 3 - 2          | 이라크         | 2026년 FIFA 월드컵 예선 | -    | 85′     |
| 34 | 2024년 11월 14일 | 쿠웨이트시티       | 쿠웨이트       | 1 - 3          | 대한민국       | 2026년 FIFA 월드컵 예선 | -    |         |
| 35 | 2024년 11월 19일 | 암만               | 팔레스타인     | 1 - 1          | 대한민국       | 2026년 FIFA 월드컵 예선 | -    | 72′     |
| 36 | 2025년 3월 20일  | 고양               | 대한민국       | 1 - 1          | 오만           | 2026년 FIFA 월드컵 예선 | -    | 38′ 85′ |
| 37 | 2025년 6월 5일   | 바스라             | 이라크         | 0 - 2          | 대한민국       | 2026년 FIFA 월드컵 예선 | -    |         |
| 38 | 2025년 6월 10일  | 서울               | 대한민국       | 4 - 0          | 쿠웨이트       | 2026년 FIFA 월드컵 예선 | 1    |         |

##### 국가대표팀 득점 세부 기록
| #  | 일시             | 장소                                    | 상대 국가      | 득점 | 결과 | 매치 형식                               |
| -- | ---------------- | --------------------------------------- | -------------- | ---- | ---- | --------------------------------------- |
| 1  | 2023년 10월 13일 | 대한민국 서울 서울월드컵경기장          | 튀니지         | 1-0  | 4-0  | 친선경기                                |
| 2  | 2023년 10월 13일 | 대한민국 서울 서울월드컵경기장          | 튀니지         | 2-0  | 4-0  | 친선경기                                |
| 3  | 2023년 10월 17일 | 대한민국 수원 수원월드컵경기장          | 베트남         | 5-0  | 6-0  | 친선경기                                |
| 4  | 2023년 11월 16일 | 대한민국 서울 서울월드컵경기장          | 싱가포르       | 5-0  | 5-0  | 2026년 FIFA 월드컵 아시아 지역 2차 예선 |
| 5  | 2024년 1월 15일  | 카타르 알라이얀 자심 빈 하마드 스타디움 | 바레인         | 2-1  | 3-1  | 2023년 AFC 아시안컵                     |
| 6  | 2024년 1월 15일  | 카타르 알라이얀 자심 빈 하마드 스타디움 | 바레인         | 3-1  | 3-1  | 2023년 AFC 아시안컵                     |
| 7  | 2024년 1월 25일  | 카타르 알와크라 알자누브 스타디움       | 말레이시아     | 2-2  | 3-3  | 2023년 AFC 아시안컵                     |
| 8  | 2024년 6월 6일   | 싱가포르 싱가포르 국립경기장            | 싱가포르       | 1-0  | 7-0  | 2026년 FIFA 월드컵 아시아 지역 2차 예선 |
| 9  | 2024년 6월 6일   | 싱가포르 싱가포르 국립경기장            | 싱가포르       | 4-0  | 7-0  | 2026년 FIFA 월드컵 아시아 지역 2차 예선 |
| 10 | 2024년 6월 11일  | 대한민국 서울 서울월드컵경기장          | 중화인민공화국 | 1-0  | 1-0  | 2026년 FIFA 월드컵 아시아 지역 2차 예선 |
| 11 | 2025년 6월 10일  | 대한민국 서울 서울월드컵경기장          | 쿠웨이트       | 2-0  | 4-0  | 2026년 FIFA 월드컵 아시아 지역 3차 예선 |

##### U-23 대표팀(올림픽, 아시안게임) 득점 기록
| # | 일시            | 장소                                     | 상대 국가 | 득점 | 결과 | 매치 형식          |
| - | --------------- | ---------------------------------------- | --------- | ---- | ---- | ------------------ |
| 1 | 2021년 7월 25일 | 일본 가시마 가시마 사커 스타디움         | 루마니아  | 3-0  | 4-0  | 2020년 도쿄 올림픽 |
| 2 | 2021년 7월 25일 | 일본 가시마 가시마 사커 스타디움         | 루마니아  | 4-0  | 4-0  | 2020년 도쿄 올림픽 |
| 3 | 2021년 7월 28일 | 일본 요코하마시 요코하마 국제 종합경기장 | 온두라스  | 6-0  | 6-0  | 2020년 도쿄 올림픽 |

## 수상 내역
구단
 발렌시아 CF
- 코파 델 레이: 2018-19

 파리 생제르맹 FC
- 리그 1: 2023-24[44], 2024-25[45]
- 쿠프 드 프랑스: 2023-24[46], 2024-25[47]
- 트로페 데 샹피옹: 2023[48], 2024[49][50]
- UEFA 챔피언스리그: 2024-25[51]
- UEFA 슈퍼컵: 2025
- FIFA Club World Cup 준우승: 2025

 대한민국 U-20
- FIFA U-20 월드컵 준우승: 2019

 대한민국 U-23
- 아시안 게임 금메달: 2022

개인
- 코파 트로피 최종 후보 10인: 2019
- 골든보이 상 최종 후보 20인: 2019
- FIFA U-20 월드컵 골든볼: 2019[52]
- FIFA U-20 월드컵  베스트 11: 2019
- 아시아 올해의 청소년 축구 선수 (AFC Youth Player of the Year): 2019[53]
- 대한축구협회 올해의 영플레이어 (Korean FA Young Player of the Year): 2019[54]
- 하계 올림픽 베스트 11: 2020
- 툴롱컵 베스트 11: 2018[55]
- 툴롱컵 베스트 플레이어 4위: 2018
- 토렌트 대회 MVP
- 마요르카 국제 축구 대회 MVP
- Blue BBVA BEST 7: 2013
- Blue BBVA 득점왕: 2013
- 로케타스 데 마르 대회 MVP: 2015
- The Torneo Internacional de Fútbol Sub-20 de L'Alcúdi(COTIF) MVP: 2017
- 인천인 친선교류의 밤 및 올해의 인천인 대상 시상식 대상#: 2019
- 트로페 데 샹피옹 (Trophée des Champions) Best Player(MOTM): 2023
- Ligue 1 Goal of the Month: November 2023
- IFFHS Asian Men's Team of the Year: 2023, 2024
- AFC Asian Cup Team of the Tournament: 2023

## 플레이 스타일
왼발을 활용한 플레이 메이킹 능력이 돋보이는 선수로 주 포지션은 공격형 미드필더지만 세컨드 스트라이커 및 측면 미드필더로도 뛰는 것이 가능하다. 실제로 파리 생제르맹의 입단 인터뷰에서 이강인은 "나는 다양한 포지션을 소화할 수 있다. 양 측면에서 뛸 수 있는 미드필더이고, 공을 다루는데 능숙하다."라고 밝혔다.
또한 마요르카 시절에는 드리블 돌파 총 횟수 90회로 라리가 전체 2위를, 드리블 돌파 한 경기당 평균 2.5회로 라리가 전체 3위를 기록하는 등의 드리블 능력에 큰 장점을 보이는 선수이다.

## 개인사
- 발렌시아 CF 유스팀 출신인 루벤 소브리노가 그의 일상에 대해서 아래와 같이 언급한 바 있다.[58]

"이강인은 경기 영상 시청과 훈련에 대해서만 생각한다. 요일에 상관없이 매일 경기 영상을 보고, 매일 훈련한다. 또 훈련이 끝나면 항상 자신의 약점을 파악하고, 보완점을 연구한다."

"이강인의 마음에는 단 한 가지만 들어있다. 바로 축구다. 이강인이 존재할 수 있는 유일한 것이 축구였다. 나는 이강인을 집 밖으로 데리고 나가고 싶었다. 그런데 쉽지 않았다. 나이는 어린데 이강인은 35세의 정신력을 가지고 있었다. 파티도 좋아하지 않았다. 이강인은 스포츠 디렉터처럼 말하고 행동했다. 그의 일상은 항상 똑같았다. 훈련에 갔다가, 영상을 보고, 뉴스를 보고, 자신을 분석했다. 그러다 정말 놀라운 일이 있었다. 몇 달 전 나는 이강인을 만났다. 그런데 이강인이 요즘은 가끔 외출을 한다고 하더라!"
- 이강인은 자신의 롤모델이 리오넬 메시, 디에고 마라도나, 박지성이라고 밝힌 바 있다.[59] 루벤 소브리노는 이강인이 같은 대표팀 동료이자 선배인 손흥민을 자신의 우상으로 삼고 있으며 손흥민은 양발을 잘 쓰기에 그를 따라가고 싶다고 자신에게 말했다고 인터뷰했다.[58]

## 같이 보기
- 날아라 슛돌이
- 유상철